# Közepes szabad úthossz
Közepes szabad úthossz alatt a fizikában egy részecske által két ütközés közt megtett út átlagos hosszát értjük.

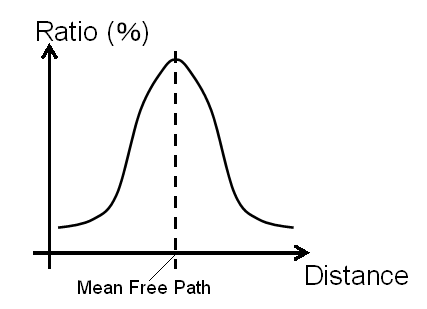
Példa az úthossz eloszlására

A közepes szabad úthosszat két tényező határozza meg: a jelenlevő részecskék koncentrációja, és az ütközésük valószínűsége.
{\displaystyle \ell =(\sigma n)^{-1},}
Ahol {\displaystyle \ell } a közepes szabad úthossz, n a részecskék koncentrációja, és {\displaystyle \sigma } a hatáskeresztmetszet (ez nem feltétlenül esik egybe a geometriai keresztmetszettel).